# Distrikt Bambamarca (Bolívar)
Der Distrikt Bambamarca liegt in der Provinz Bolívar in der Region La Libertad im Westen von Peru. Der Distrikt besitzt eine Fläche von 164 km². Beim Zensus 2017 wurden 3175 Einwohner gezählt. Im Jahr 1993 lag die Einwohnerzahl bei 2951, im Jahr 2007 bei 3537. Die Distriktverwaltung befindet sich in der 3525 m hoch gelegenen Ortschaft Bambamarca mit 693 Einwohnern (Stand 2017). Bambamarca liegt 32 km nördlich der Provinzhauptstadt Bolívar.

## Geographische Lage
Der Distrikt Bambamarca liegt am Ostufer des nach Norden strömenden Río Marañón im Süden der Provinz Bolívar. Dessen rechter Nebenfluss Río Chocta begrenzt den Distrikt im Norden. Entlang der östlichen Distriktgrenze verläuft die peruanische Zentralkordillere mit der Wasserscheide zum weiter östlich gelegenen Einzugsgebiet des Río Huallaga.
Der Distrikt Bambamarca grenzt im Südwesten an den Distrikt Sartimbamba (Provinz Sánchez Carrión), im Nordwesten an den Distrikt Sitacocha (Provinz San Marcos), im Norden an den Distrikt Bolívar, im Osten an den Distrikt Huicungo (Provinz Mariscal Cáceres) sowie im Süden an den Distrikt Condormarca.